# Humilaria kennerleyi
Humilaria kennerleyi је врста морских шкољки из рода Humilaria, породице Veneridae, тзв, Венерине шкољке. Таксон се сматра прихваћеним.